# へそで茶をわかす
『へそで茶をわかす』は、茶畑るりによる日本のギャグ漫画作品。略称は、へそ茶。

## 概要
1992年から8年間『りぼん』（集英社）にて連載。単行本は全3巻。連載開始時作者の茶畑は15歳で、まだ中学生だった。
どこか一般人と違った思考を持っている女子高生ぐりこによって繰り広げられるギャグ漫画である。主に4コマ漫画で収録されている。
また、番外編「ガラムちゃん ガラムちゃんがやってきた!!の巻」も2巻に収録されている。このガラムちゃんは、茶畑るりが小学生の頃に友達と描いていた漫画をもとに描いている。

## あらすじ
江崎ぐりこと、親友まり、ムー、まさこ、そしてまりの兄のマリローや番長の鬼熊、自分の父・ジョニーを巻き込みながら繰り広げるギャグストーリー。

## 登場人物
江崎ぐりこ（えざき ぐりこ）
大江戸高校に通う女子高生で、本作品の主人公。16歳。名前の由来は、江崎グリコ株式会社。普段から常識を深く見つめ、新たな発想を思いついてしまうユーモアセンスの持ち主。この性格は父親譲りである。普段は優しく友達思いだが、何か話題があったりするだけでシュールなキャラに一変する。本来は目のぱっちりした美少女なのだが面白いことを思いつくと父親似の目つきの悪い顔になり、連載が進むに従ってそれがほぼ地顔となっていった。まりとは親友で常に行動を共にしている。足が速く、高校の運動会で紅白リレー選手に選ばれた。器械体操部に所属。Y字開脚などができる。身長154cm、体重41kg。B/W/H：80/55/82。頭まわり56cm。視力は、1.2と1.5。
水田まり（みずた まり）
ぐりこの親友かつツッコミ役。16歳。テニス部所属。成績優秀で、しっかり者の性格のためか、クラスメートからは人気者である。実家では、中学の時のジャージを愛用し便秘を治す謎の運動をする。（しかも「大豆、大豆」と叫びながら）それで催してきたら、兄がいようがその場でズボンを脱ぎトイレへ直行する。
水田マリロー（みずた マリロー）
まりの兄。ヤンキーであり、先輩である番長鬼熊の右腕的存在でもある。彼もツッコミ役。女装癖がある。登場時はまりより2歳上だったが、鬼熊登場以降は年子に設定が変更された。何かとぐりこにぎくりとさせられることを言われ、ドキドキすることが多い。また、最終巻ではリーゼントをおろしていた。
鬼熊国男（おにくま くにお）
大江戸高校の番長で3年生。見た目は太っており強面だが、性格はとても優しくお人好しであり、あまりヤンキーらしいことはしていない。マサコに恋している。ぐりことは気が合うらしく、一時期ぐりこから「にく」と呼ばれていたが、特に怒ってはいない。彼のフルネームは上から読んでも下から読んでも同じで、回文になっている。
御手洗マサコ（みたらい マサコ）
2巻から登場。16歳。ぐりこたちの友達。ギャル女子高生である。鬼熊からは一方的に言い寄られている。魔性の女。バリバリのギャル語を使う。
江崎やすお（えざき やすお）
ぐりこの父親、40歳。愛称ジョニー。血液型はA型。ふたご座。色黒な肌ででべそである。娘想いで、ぐりこと似たユーモアセンスの持ち主。学生時代レスリング部に所属。釣りが趣味。
村山ひろみ（むらやま ひろみ）
ぐりことまりの友達で、愛称ムー。マリローが好きでプレゼントをあげたりしている。妹がいるらしい（ぐりこは名前を「ムーの妹だから村やま子」と予想していた）。髪型は、ショートカットだが初登場はベリーショートだった。